# Freilicht- und Erlebnismuseum Ostfalen
Das Freilicht- und Erlebnismuseum Ostfalen (FEMO) ist ein eingetragener Verein mit Sitz in Königslutter am Elm.
Der im Jahr 1997 gegründete Verein widmet sich der Einrichtung und der Unterhaltung von musealen Freilichtanlagen, Natur- und Lehrpfade im Kulturraum Ostfalen, einer historischen Region in den heutigen Ländern Niedersachsen und Sachsen-Anhalt. Betreut und unterhalten werden Anlagen in einem Teilgebiet des historischen Ostfalen zwischen Wolfsburg im Norden, dem Harzrand im Süden, der Stadt Braunschweig im Westen und Helmstedt im Osten.
Die Natur- und Kulturanlagen orientieren sich an dem Konzept des Erlebnismuseums, das gelegentlich auch als Interaktions- oder Mitmachmusum bezeichnet wird. Die Themen konzentrieren sich auf Geologie, Vor- und Frühgeschichte, Regionalgeschichte, Natur und Landschaft, Handwerk und Landwirtschaft.

## Erlebnispunkte und Naturpfade des FEMO
- Natur- und kulturgeschichtlicher Erlebnispfad Asse (⊙)
- Erlebnispfad Boimstorfer Sundern (⊙)
- Erlebnispfad Dorm (⊙)
- Erlebnissteinbruch Markmorgen bei Evessen (⊙)
- Erlebnissteinbruch Hainholz im Elm bei Königslutter (⊙)
- Erlebnispfade im Harly (⊙)
- Heeseberg-Museum (⊙)
- Findlingsgarten Königslutter (⊙)
- Klosterlandschaft Königslutter (⊙)
- Erlebnispfad Hornburg-Großes Bruch-Fallstein (⊙ / ⊙ / ⊙)
- Natur- und Kultur-Erlebnis „Elfenpfad Langeleben“ (⊙)
- Erlebnispfad Lauinger Fuhren bei Lauingen
- Natur-Erlebnispfad Reitlingstal (⊙)
- Erlebnispfad Rieseberg (⊙)
- Großsteingrab Groß Steinum (⊙)
- Sand- und Kiesgrube Uhry (⊙)
- Naturerlebnisgarten Velpke
- Erlebnispfad Velpker Schweiz (⊙)
- Königspfalz Werla (⊙)

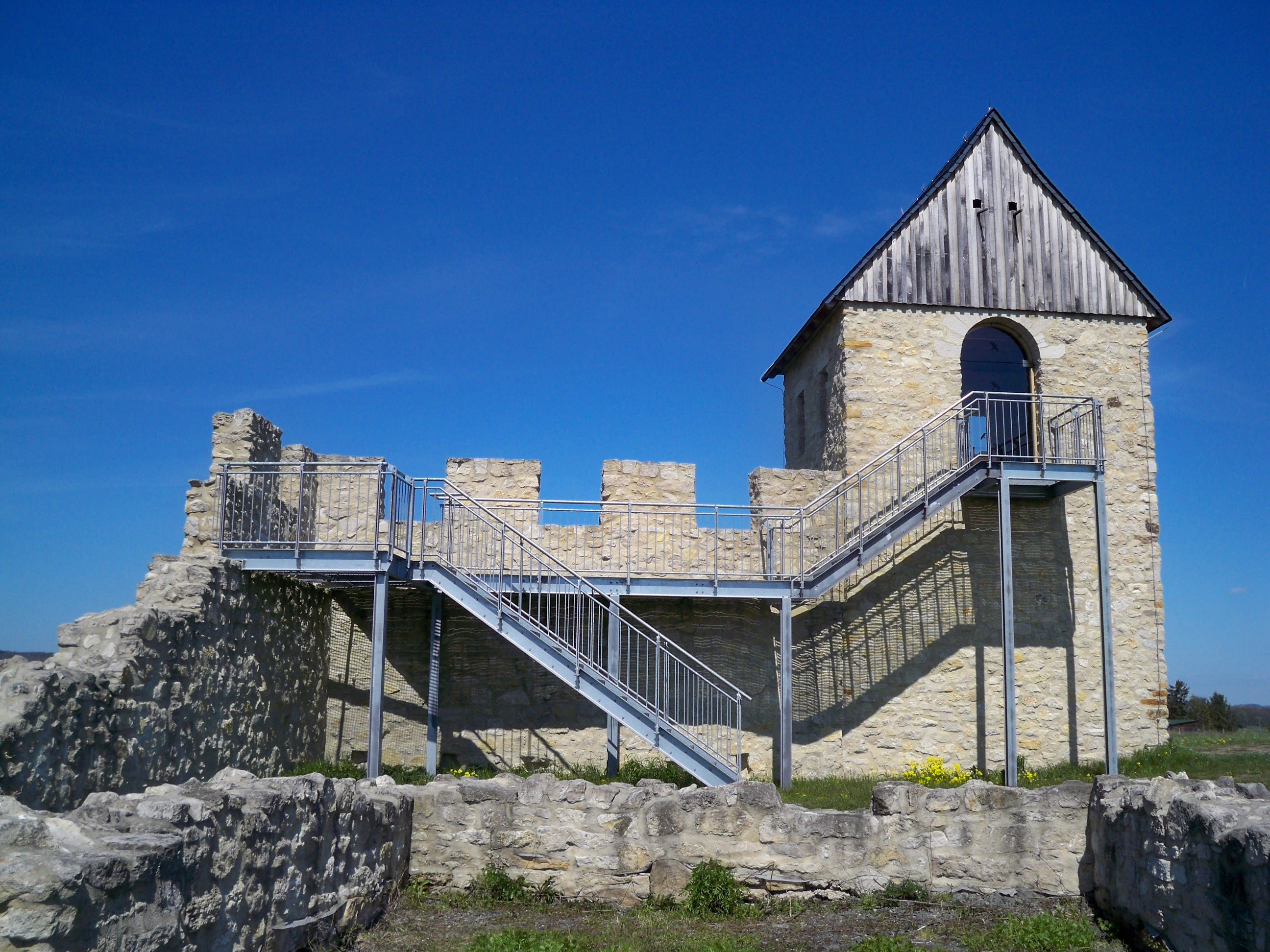
Im Jahre 2012 rekonstruierter Westturm der Königspfalz Werla.
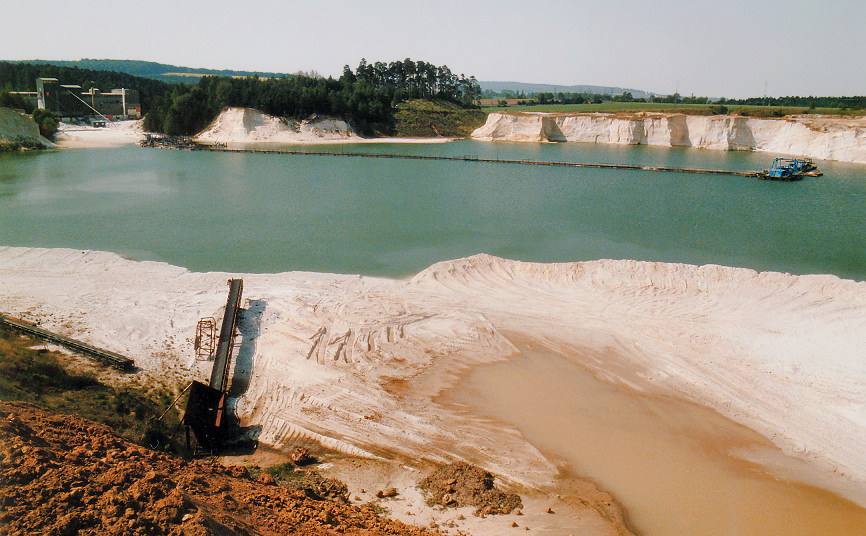
Quarzsandabbau der Sandgrube Uhry, 1988.
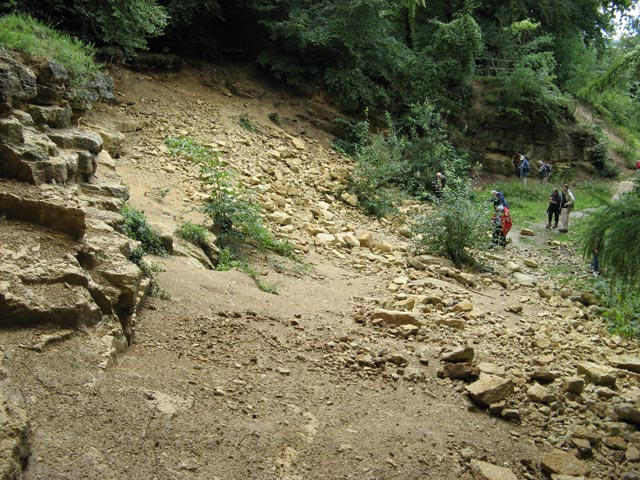
Erlebnissteinbruch Markmorgen bei Evessen.
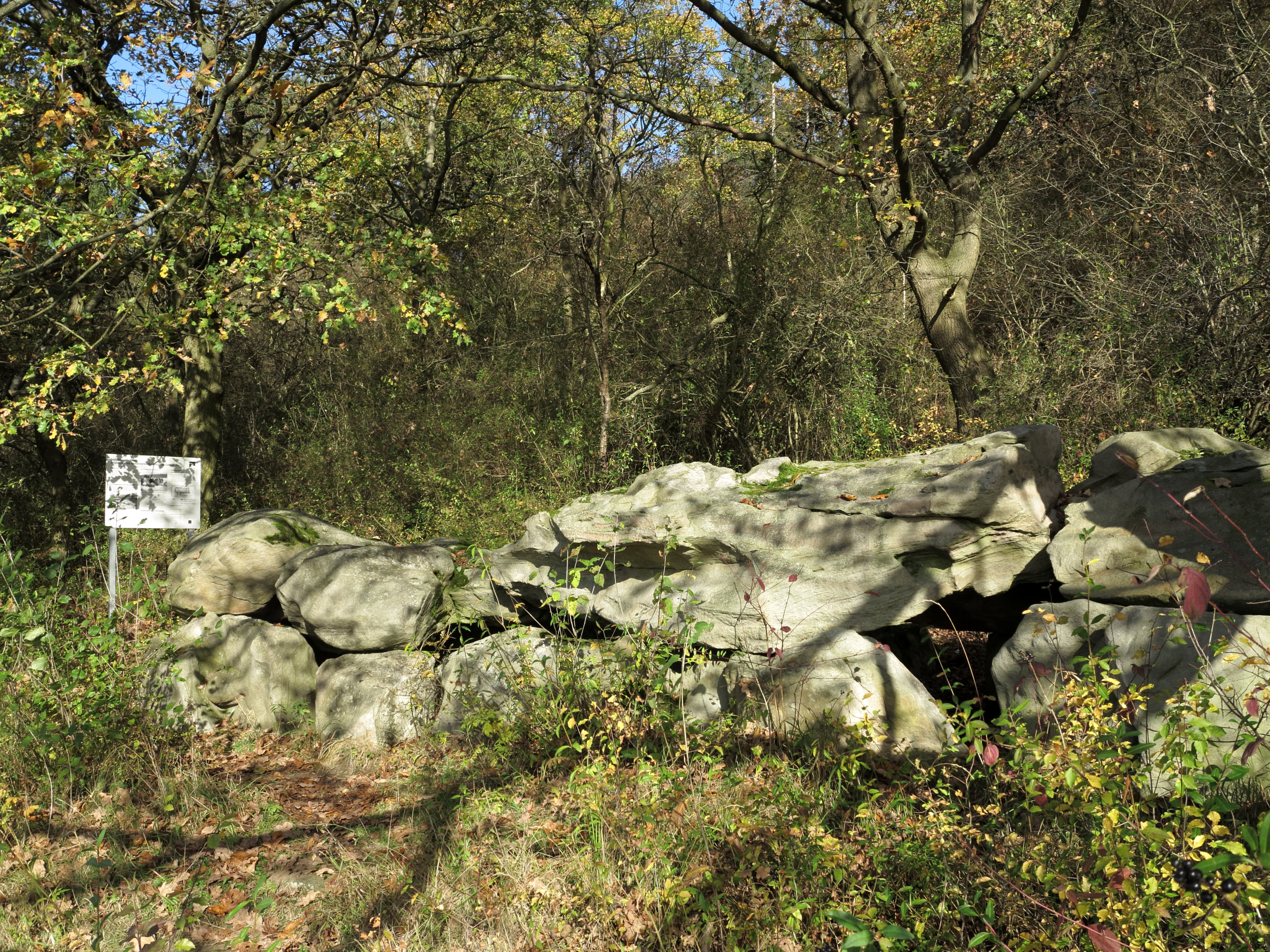
Großsteingrab von Groß Steinum.